# Kaneelkleurig breeksteeltje
Het kaneelkleurig breeksteeltje (Conocybe tenera) is een schimmel behorend tot de familie Bolbitiaceae. 

## Kenmerken

### Uiterlijke kenmerken
Hoed
De hoed heeft een diameter van (6) 10-35 (45) mm. De vorm is aanvankelijk conisch tot klokvormig, later uitspreidend. De kleur is hygrofaan, natte exemplaren zijn donkerbruin tot rood- of grijsbruin in het centrum, verblekend naar lichtoker tot grijs- of geelbruin. Na verloop van tijd verschijnen er groeven aan de rand van de hoed. Verdroogde vruchtlichamen kunnen bleekgeel zijn. Het oppervlak is gestreept tot driekwart van de radius, bij droogte bleker en vaak glanzend. De ammoniakreactie is meestal sterk en snel, soms zwak en pas na enkele uren zichtbaar.
Lamellen
De lamellen staan middelmatig tot dicht opeen, adnex aangehecht en licht bol. In jonge toestand zijn ze meestal lichtbruin of beige en worden later oker- tot kaneelbruin, passend bij de hoed. Er zijn tussenlamellen aanwezig.
Steel
De steel heeft een lengte van (30) 35-85 (115) mm en een van dikte (1) 1,5-3,5 mm. De kleur is crème of honinggeel, later okerbruin tot oranjebruin en aan de basis donkerroodbruin tot zwartbruin. De breekbare, lange steel is hol en berijpt bij de top, met een matgele of bleekbruine kleur. De basis van de steel is licht verdikt, maar beslist niet knolvormig. 
Geur en smaak
Deze paddenstoel heeft een zwakke geur, niet onderscheidend en de smaak is mild.
Sporenprint
De sporenprint is lichtgeel tot roodbruin.

### Microscopische kenmerken
De sporen zijn glad, ellipsvormig, met een apicale kiempore en meten 9,5-12,5 x 5,5-7,0 μm. De basidia zijn 4-sporig en meten 20–26 x 8–9 μm. De cheilocystiden zijn ongeveer 17,5–25 bij 10,7 μm. Caulo- en cheilocystiden zijn lecithiform. Pleurocystiden zijn afwezig.

## Ecologie
De paddenstoel groeit op bemeste graslanden zoals weiden, velden of gazons en langs paden. Hij komt minder vaak voor in bossen.

## Verspreiding
Het verspreidingsgebied strekt zich uit over geheel Europa en Noord-Amerika. In Nederland komt het kaneelkleurig breeksteeltje vrij zeldzaam voor.

## Foto's

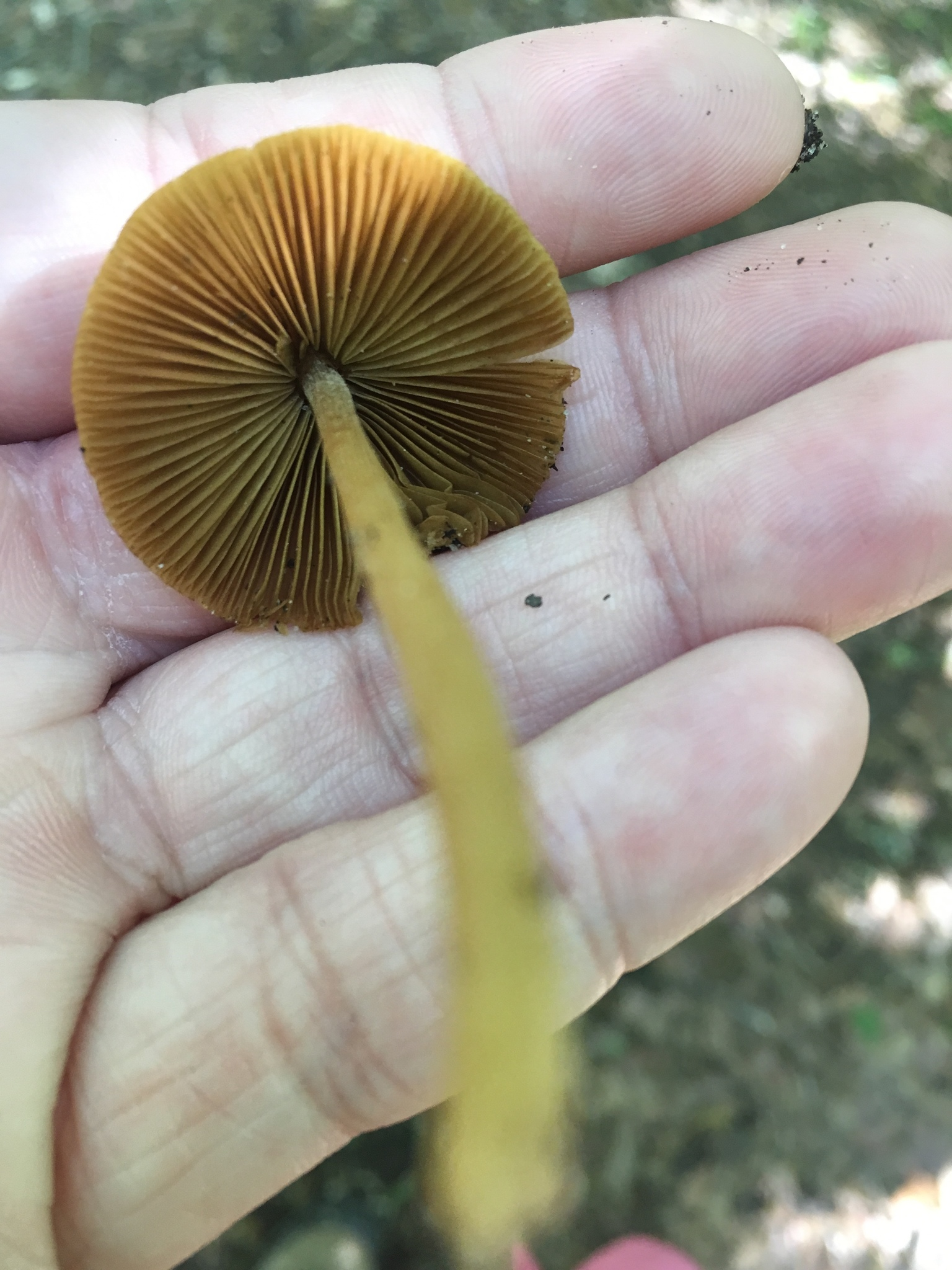
Lamellen
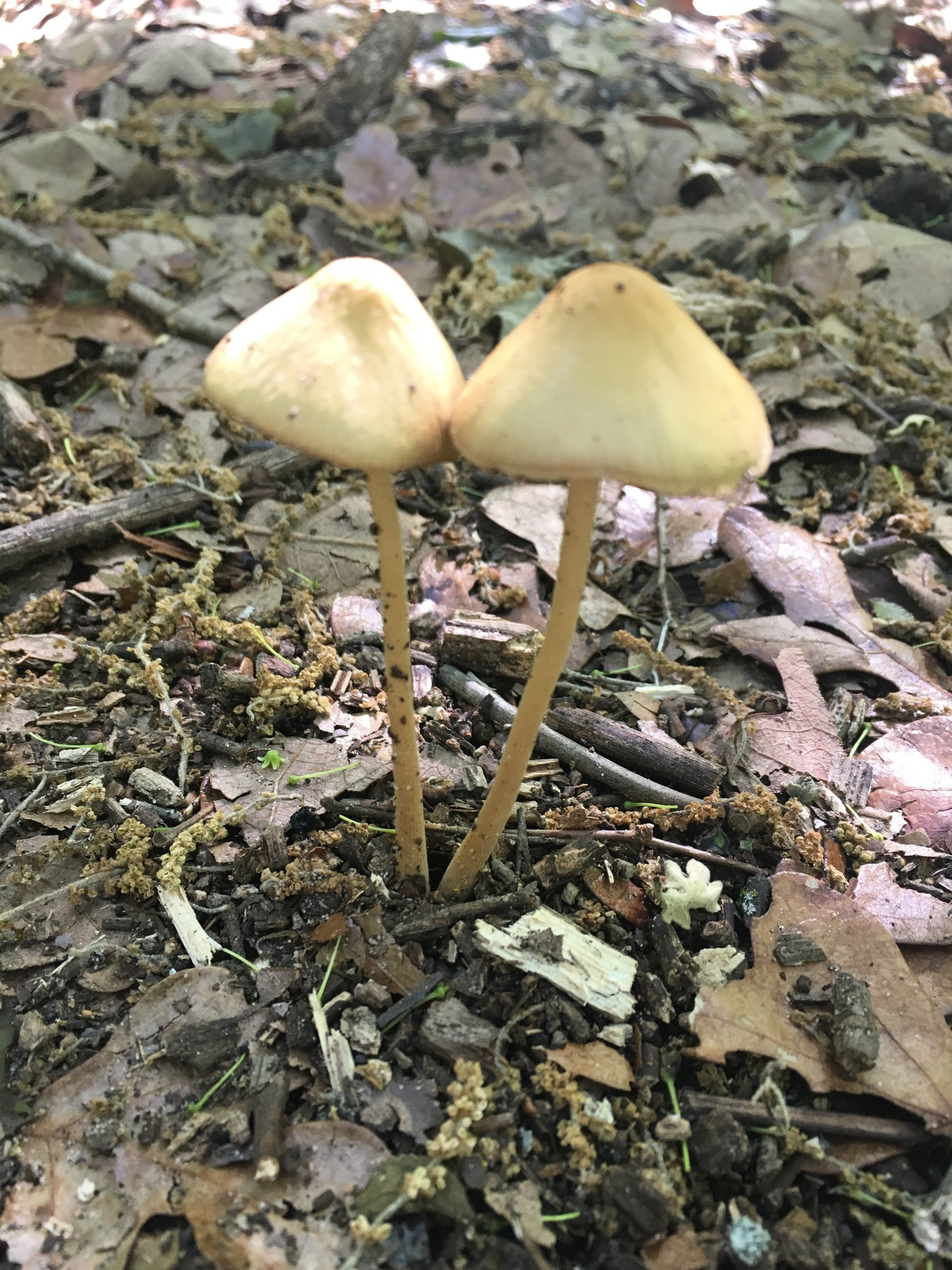
Zijkant
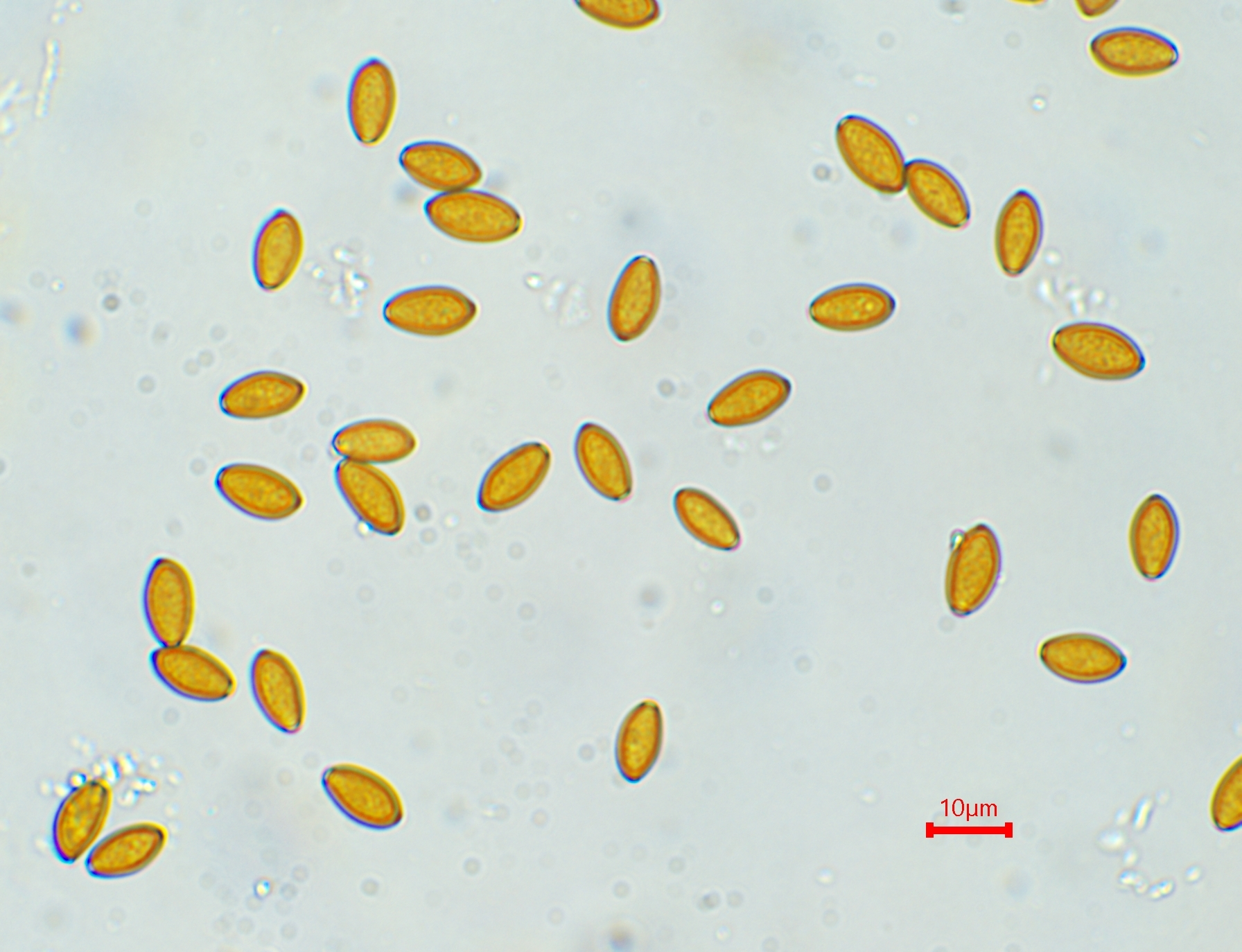
Sporen
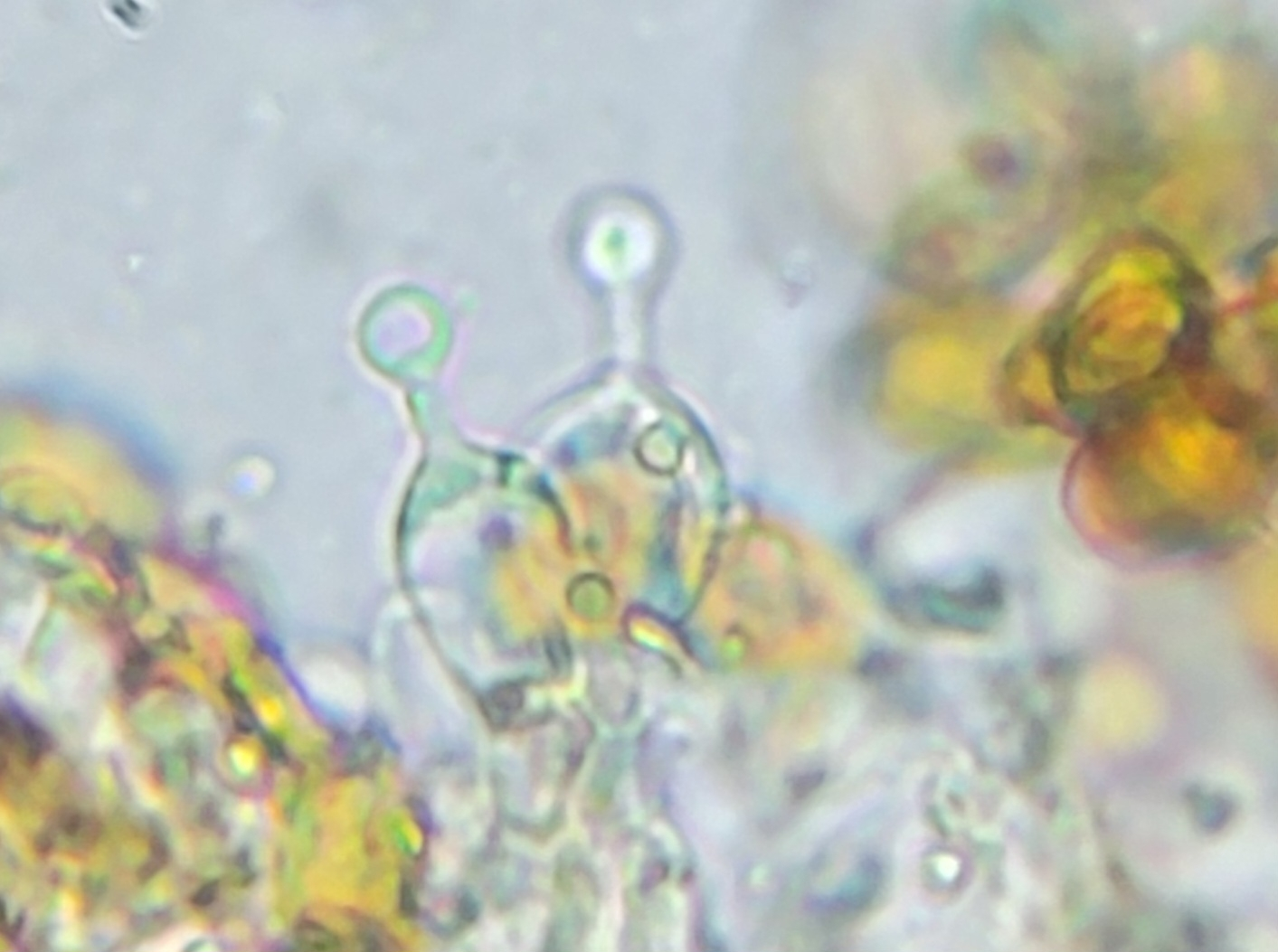
Cheilocystiden